# واینوتاس
واینوتاس (به لاتین: Vainutas) یک شهرک در لیتوانی است که در شهرستان کلایپدا واقع شده‌است. واینوتاس ۷۴۶ نفر جمعیت دارد.